# Polymastia uberrima
Polymastia uberrima är en svampdjursart som först beskrevs av Schmidt 1870.  Polymastia uberrima ingår i släktet Polymastia och familjen Polymastiidae. Inga underarter finns listade i Catalogue of Life.